# Nicosia
Pour la capitale de Chypre, voir Nicosie.
Nicosia (en gallo-italique de Sicile Nẹcọscia, en sicilien : Nicusìa) est une commune italienne du libre consortium municipal d'Enna, dans la région Sicile.
Siège de diocèse, Nicosia se dresse sur les pentes de quatre falaises sur lesquelles se dressent les ruines du château médiéval. Nicosia, « la ville de Saint-Nicolas », aurait été fondée à l'époque byzantine vers le VIIe siècle. Ruggero repeuple Nicosia avec des Lombards, qui donnent à la ville un dialecte gallo-italique caractéristique, encore parlé par les adultes aujourd'hui. Frédéric II enrichit la culture et l'art de la ville. Dès le XIIe siècle, Nicosia est une « ville d’État » qui possède de nombreux fiefs et accroît son patrimoine architectural et artistique, qui traverse les époques de la Renaissance et du Baroque et s'étend jusqu'au XIXe siècle avec les palais nobles et raffinés de la « ville des 24 barons ».

## Histoire
Le 26 janvier 1960,Antonino Giannola, président du tribunal de Nicosia, est assassiné en salle d'audience, premier meurtre d'un juge italien dans ses fonctions.

## Culture

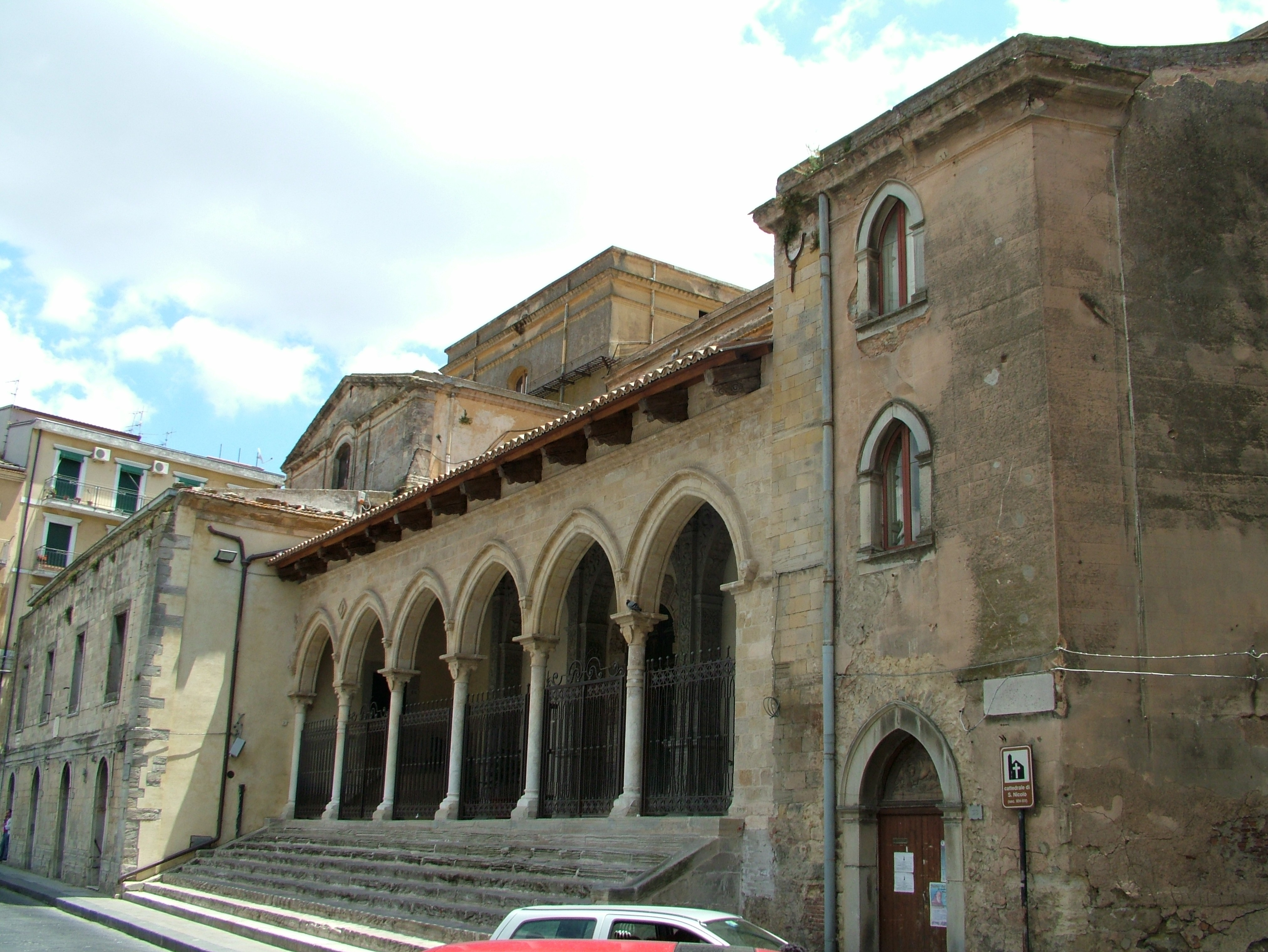
Cathédrale San Nicolo.
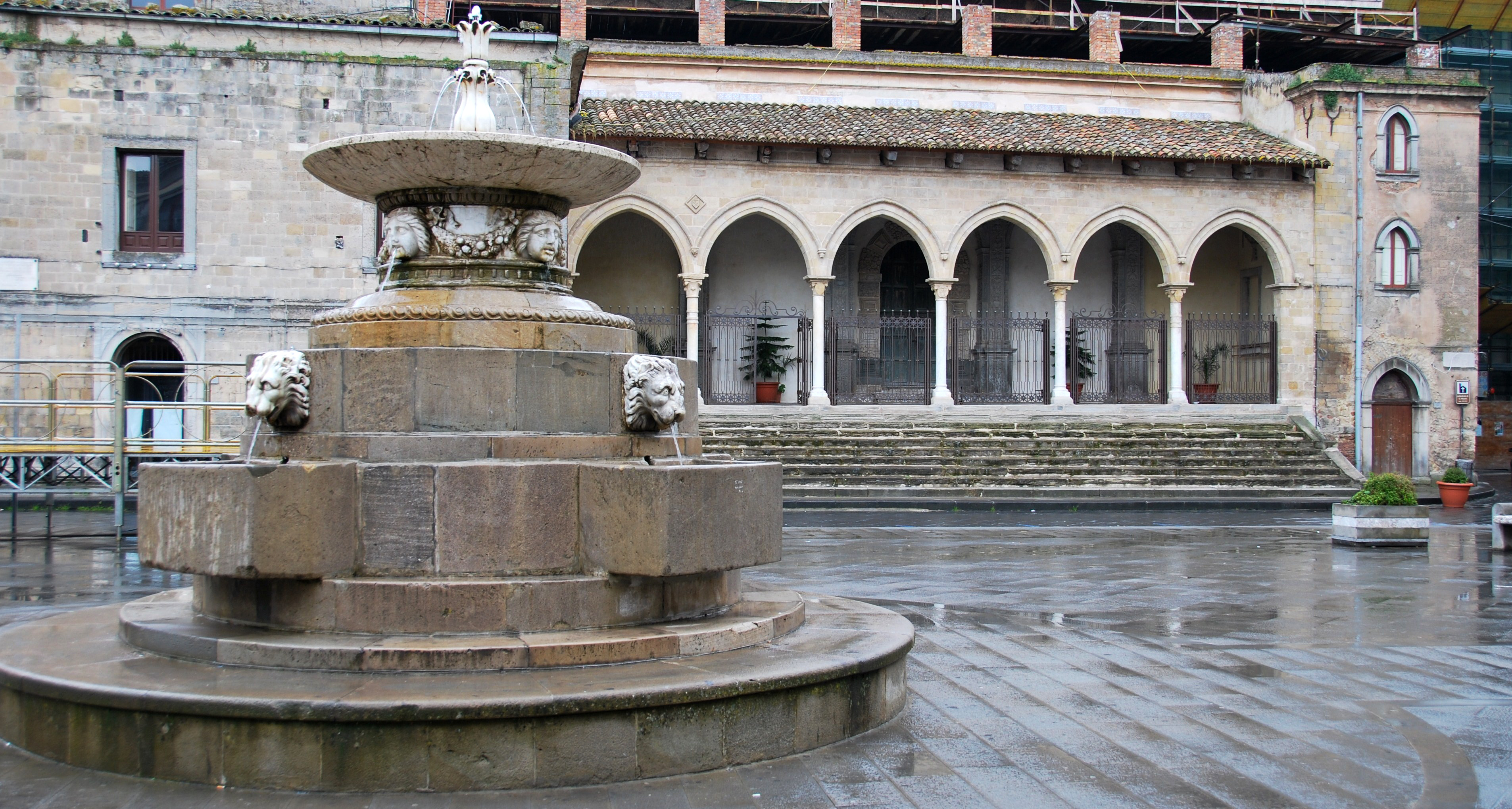
Piazza Garibaldi, fontaine et loggia de la cathédrale.
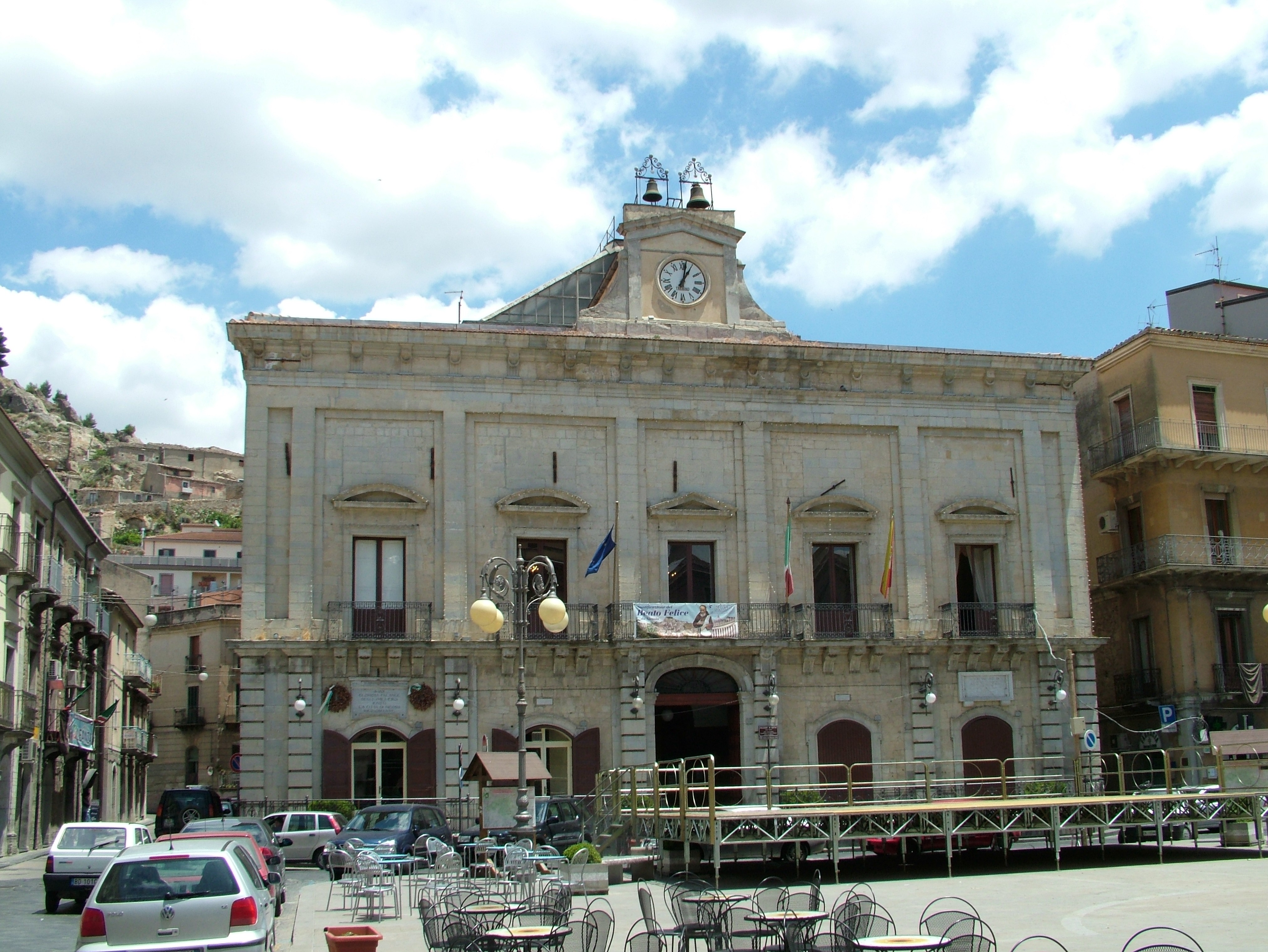
Hôtel de Ville.

## Personnalités liées à la commune
- Santo Emanuele, militaire et agent secret
- Marracash, rappeur
- Pietro Vinci, compositeur

### Hameaux
Villadoro

### Communes limitrophes
Calascibetta, Castel di Lucio, Cerami, Gagliano Castelferrato, Gangi, Geraci Siculo, Leonforte, Mistretta, Nissoria, Sperlinga, Agira